# FK Absheron
FK Absheron was een Azerbeidzjaanse voetbalclub uit Sumqayıt die in 2010 werd opgericht en uitkwam in de Eerste divisie, het op een na hoogste niveau. In het seizoen 2010/11 werd de club ongeslagen kampioen. Hierna werd de club om financiële redenen echter opgeheven. Stadgenoot Sumqayıt PFK verving de club op het hoogste niveau.